# Лінора (Канзас)
Лінора (англ. Lenora) — місто (англ. city) в США, в окрузі Нортон штату Канзас. Населення — 207 осіб (2020).

## Географія
Лінора розташована за координатами 39°36′39″ пн. ш. 100°0′5″ зх. д. / 39.61083° пн. ш. 100.00139° зх. д. (39.610893, -100.001329).  За даними Бюро перепису населення США в 2010 році місто мало площу 1,31 км², уся площа — суходіл.

## Демографія
Згідно з переписом 2010 року, у місті мешкало 250 осіб у 126 домогосподарствах у складі 69 родин. Густота населення становила 190 осіб/км².  Було 182 помешкання (139/км²).
Расовий склад населення:
| - 98,0 % — білих |

До двох чи більше рас належало 2,0 %. Частка іспаномовних становила 2,8 % від усіх жителів.
За віковим діапазоном населення розподілялося таким чином: 16,8 % — особи молодші 18 років, 55,2 % — особи у віці 18—64 років, 28,0 % — особи у віці 65 років та старші. Медіана віку мешканця становила 50,8 року. На 100 осіб жіночої статі у місті припадало 111,9 чоловіків;  на 100 жінок у віці від 18 років та старших — 105,9 чоловіків також старших 18 років.
Середній дохід на одне домашнє господарство  становив 60 599 доларів США (медіана — 40 833), а середній дохід на одну сім'ю — 71 206 доларів (медіана — 52 500). Медіана доходів становила 34 583 долари для чоловіків та 31 458 доларів для жінок. За межею бідності перебувало 14,3 % осіб, у тому числі 21,1 % дітей у віці до 18 років та 7,0 % осіб у віці 65 років та старших.
Цивільне працевлаштоване населення становило 126 осіб. Основні галузі зайнятості: освіта, охорона здоров'я та соціальна допомога — 24,6 %, роздрібна торгівля — 16,7 %, сільське господарство, лісництво, риболовля — 16,7 %.